# Wakame
Wakame (ワカメ eller 若布?) är en ätlig brunalg med det vetenskapliga namnet Undaria pinnatifida. Den har en ganska mild smak och används framförallt i ostasiatisk matlagning. I japansk matlagning används wakame bland annat i misosoppa och sallader. I Korea kallas den för miyeok och i Kina för qundaicai. Den är mycket näringsrik på vitaminer och mineraler.

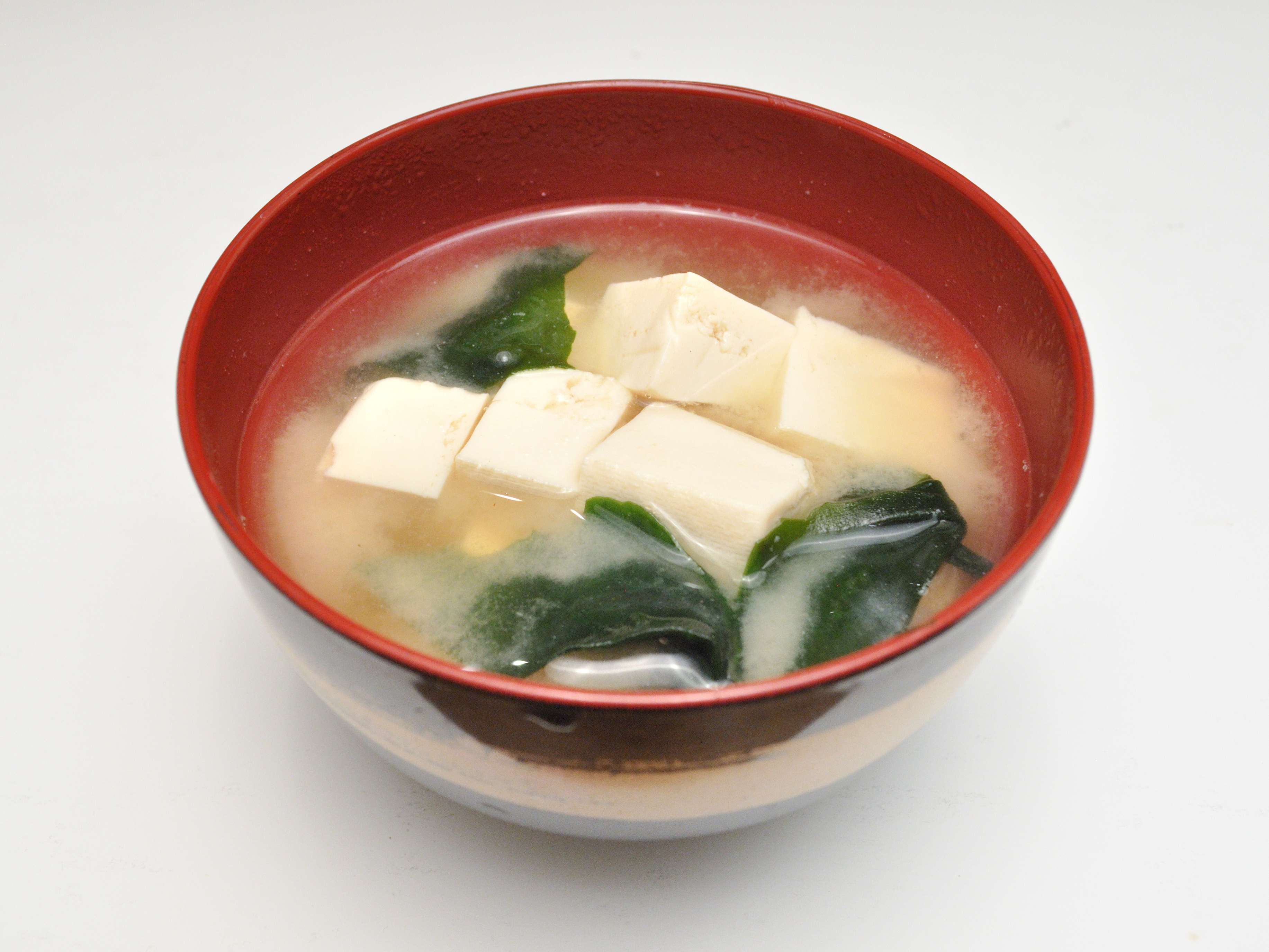
Japansk misosoppa (med tofu, wakame och salladslök).

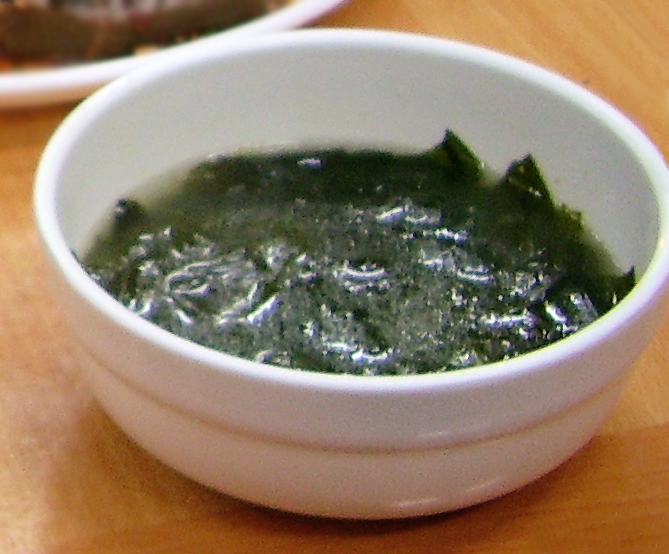
Miyeok guk, en koreansk soppa med wakame.

I Korea får alla mödrar som just fött barn Miyeok guk, en tångsoppa gjord på miyeok och köttbuljong just på grund av dess näringsvärde. På alla födelsedagar äter man också denna soppa. 